# Kobyla Łąka (województwo kujawsko-pomorskie)
Kobyla Łąka – wieś w Polsce, położona w województwie kujawsko-pomorskim, w powiecie włocławskim, w gminie Lubień Kujawski.
| SIMC    | Nazwa     | Rodzaj    |
| ------- | --------- | --------- |
| 1035259 | Wiśniówka | część wsi |

W latach 1975–1998 miejscowość administracyjnie należała do województwa włocławskiego. Według Narodowego Spisu Powszechnego (III 2011 r.) liczyła 149 mieszkańców. Jest siedemnastą co do wielkości miejscowością gminy Lubień Kujawski.